# Jagdschloss Granitz

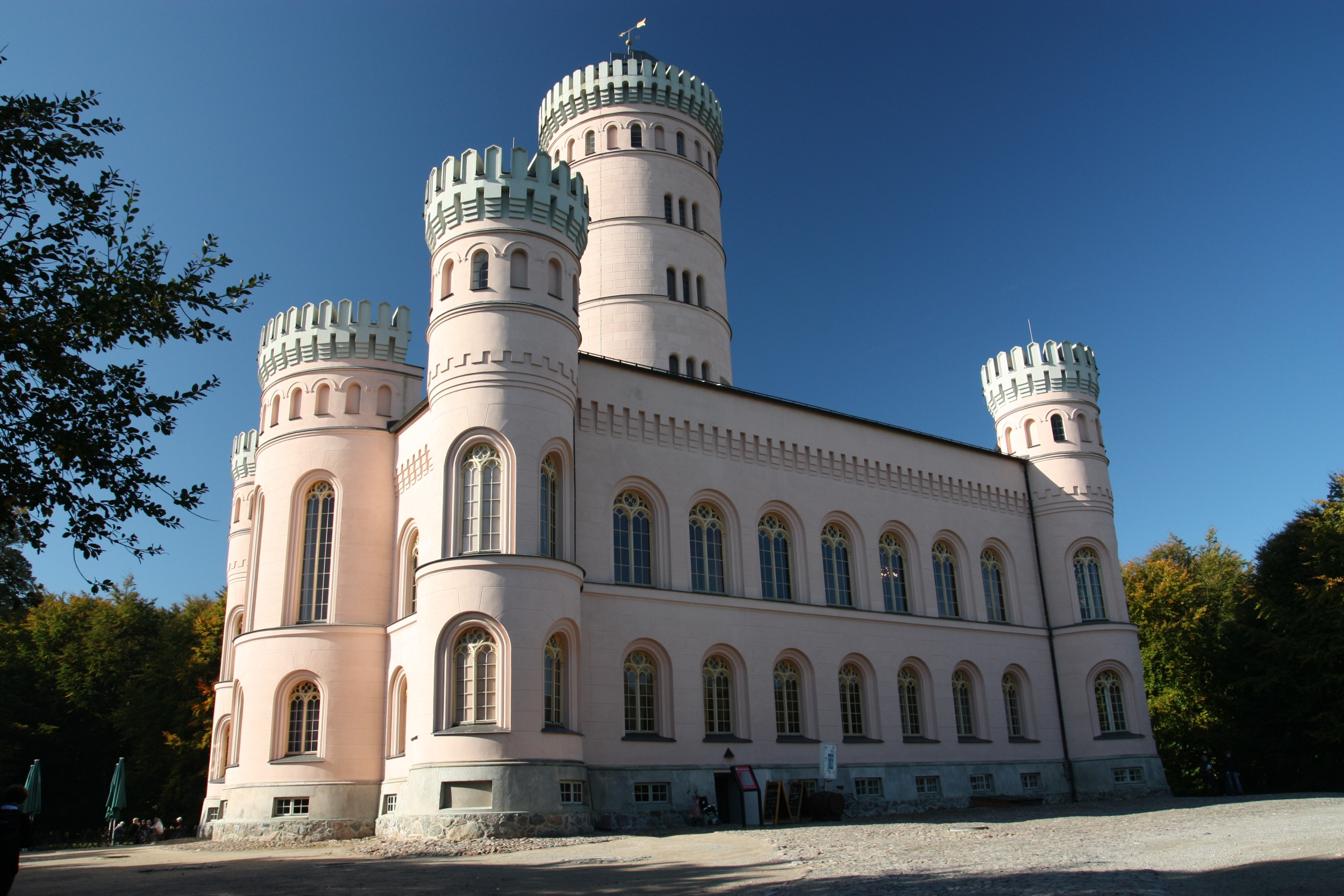
Jagdschloss Granitz

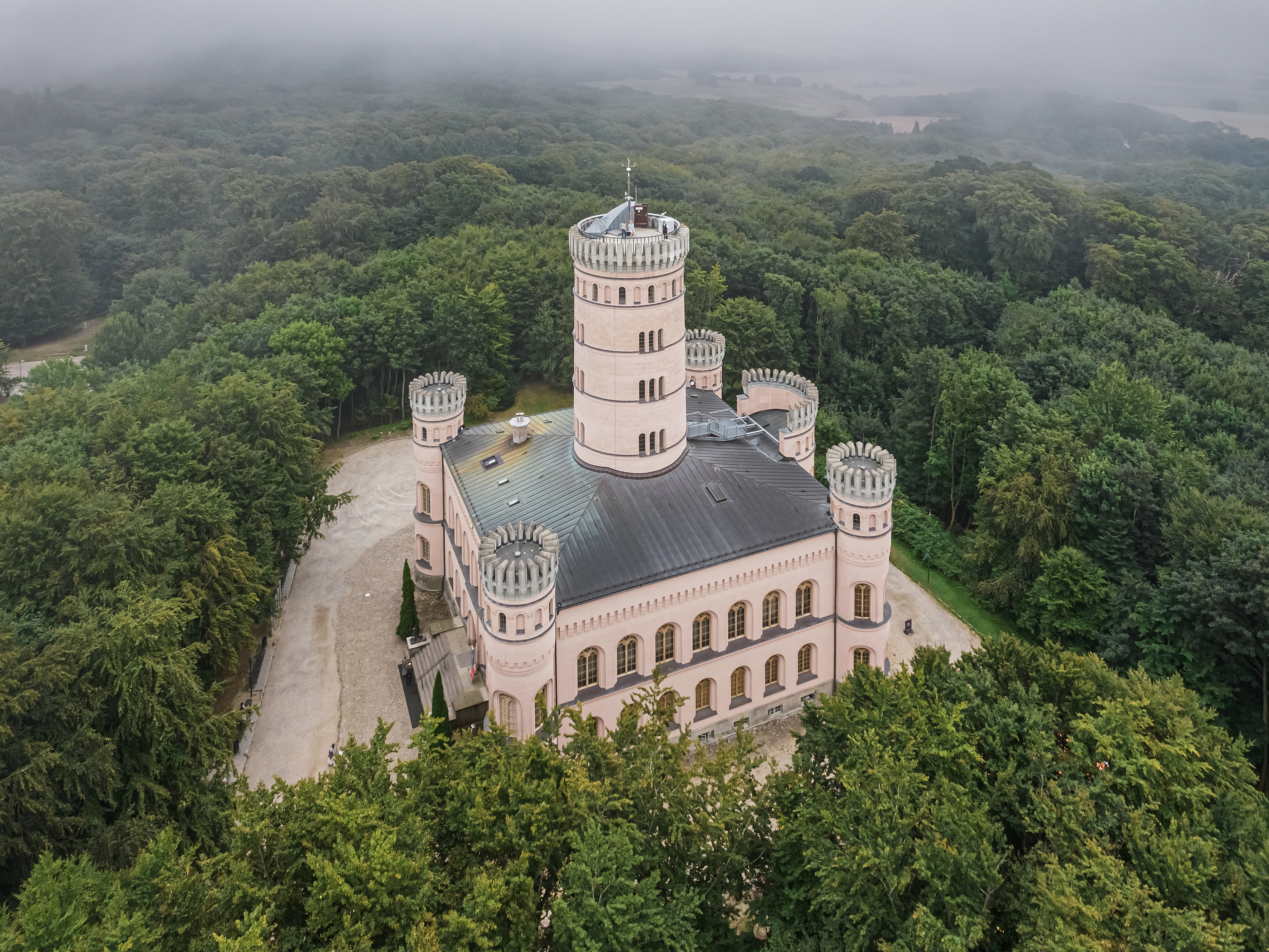
Luftbild des Jagdschlosses

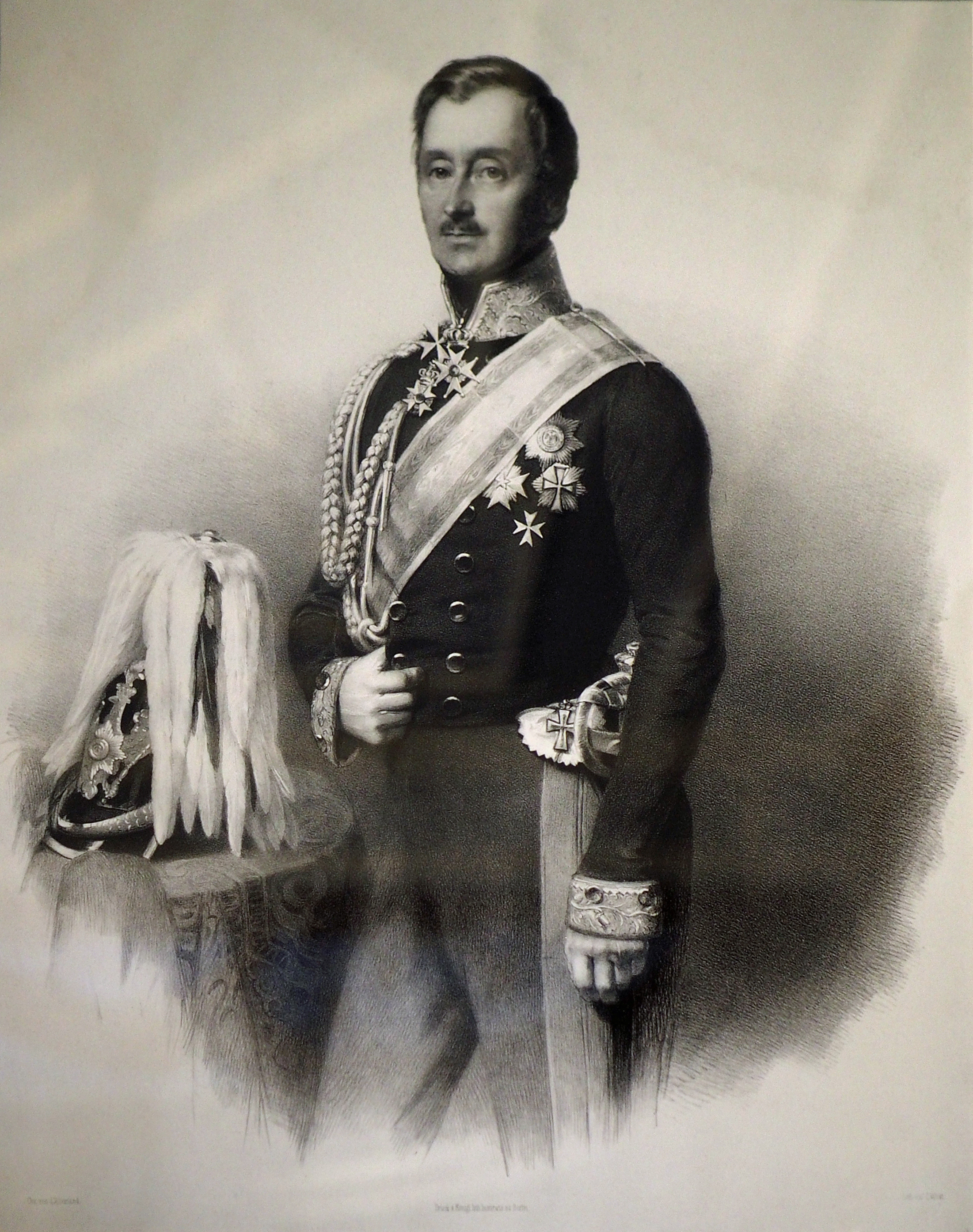
Wilhelm Malte I., Erbauer des Jagdschlosses

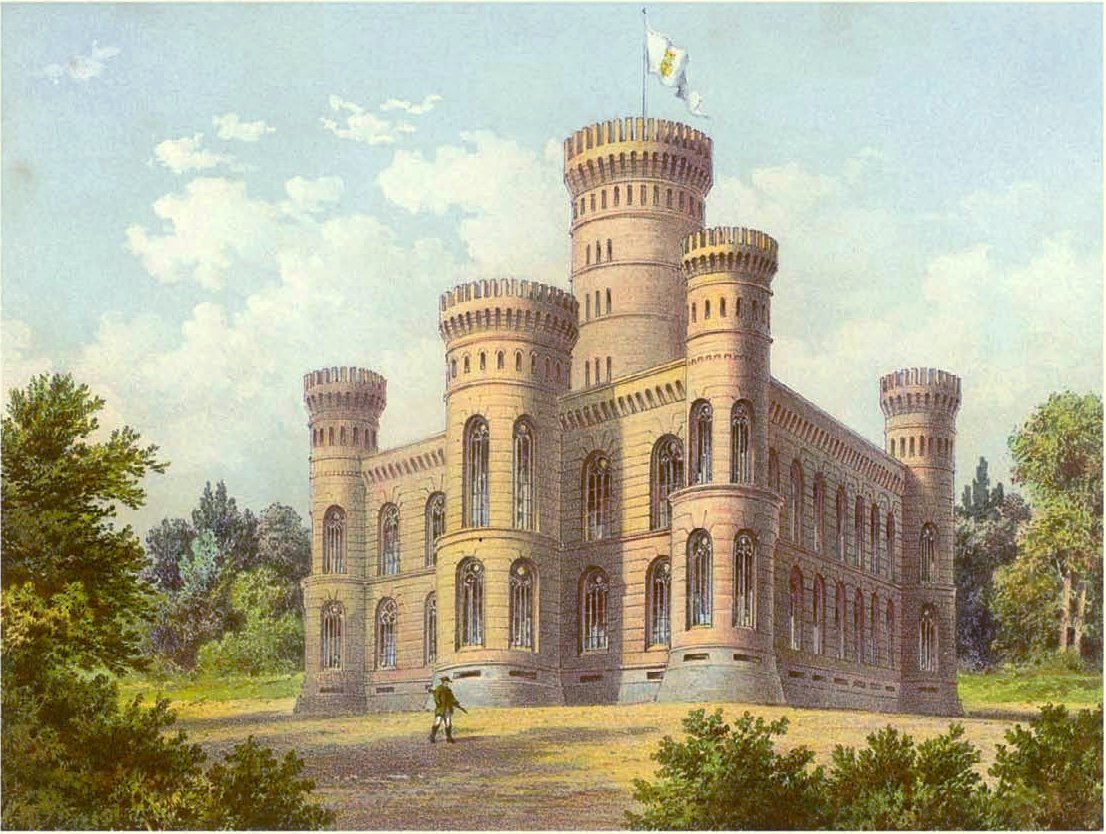
Schloss Granitz um 1860, Sammlung Alexander Duncker

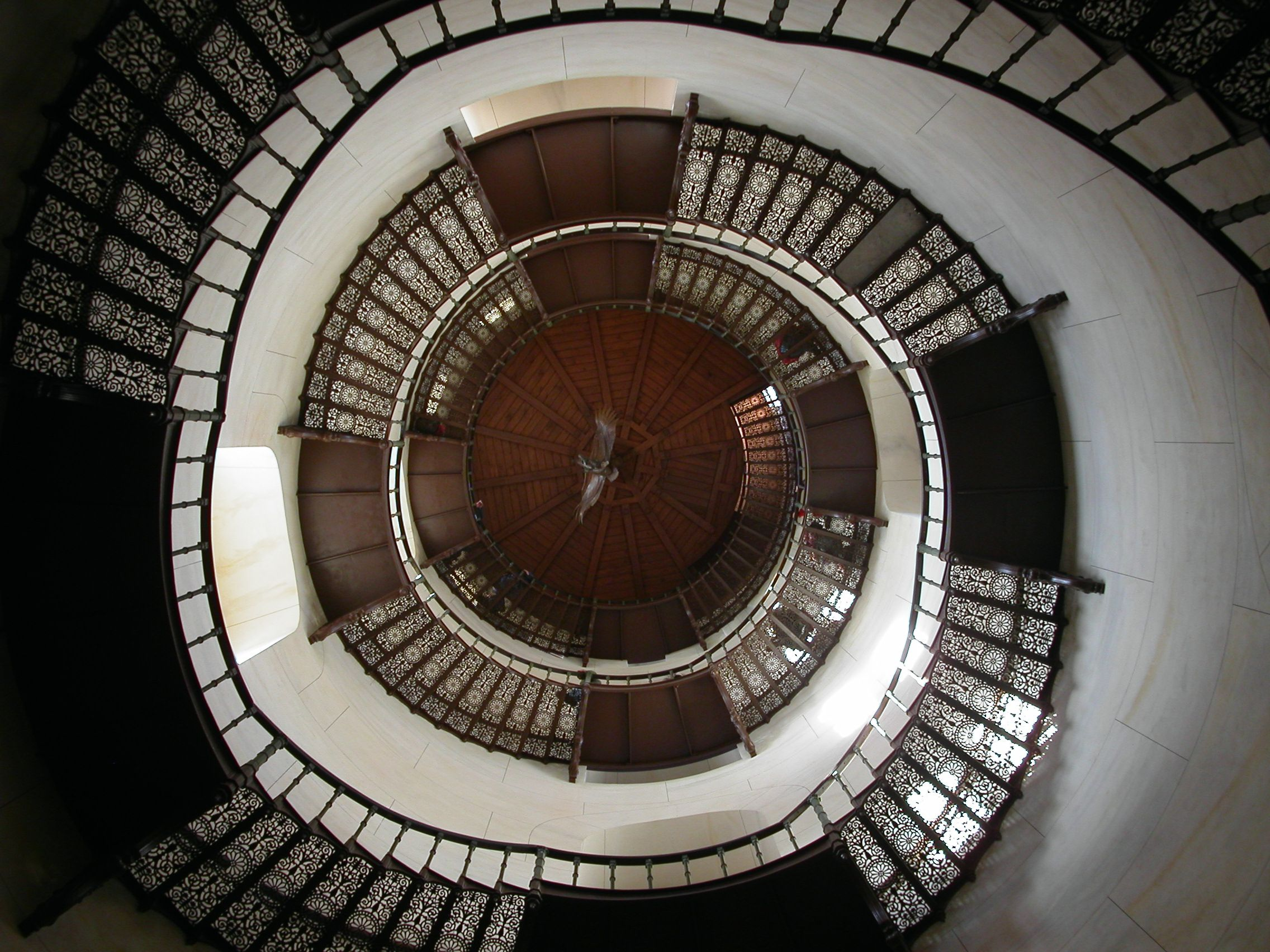
Wendeltreppe im Mittelturm

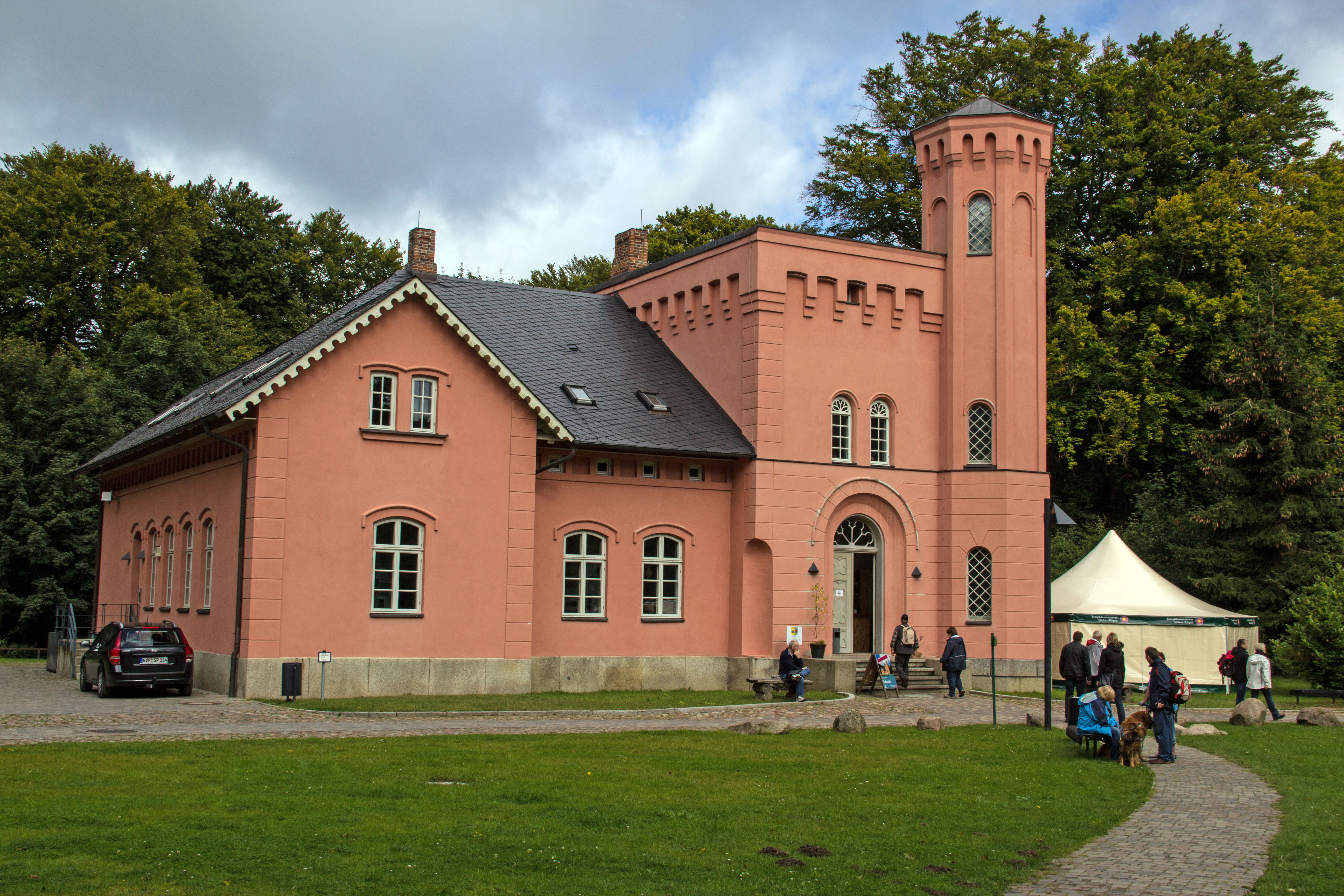
Das Granitzhaus ist ein ehemaliges Jagd- und Gasthaus direkt am Jagdschloss. Es beherbergt seit 2004 die Informationsstelle des Biosphärenreservats Südost-Rügen

Das Jagdschloss Granitz befindet sich auf der Insel Rügen auf einem bewaldeten Berg bei Binz. Mit über 250.000 Besuchern im Jahr ist es das meistbesuchte Schloss in Mecklenburg-Vorpommern.

## Lage
Das Schloss liegt inmitten des etwa eintausend Hektar großen Waldgebiets der Granitz in der Gemeinde Binz, welches seit 1991 zum Biosphärenreservat Südost-Rügen gehört.
Die Bezeichnung Tempelberg für den höchsten Berg in der Granitz stammt aus dem 18. Jahrhundert, als an der Stelle des heutigen Schlosses noch ein kleines sechseckiges Belvedere stand. Vom Ostseebad Binz ist das Schloss am schnellsten mit der Rügenschen Kleinbahn oder dem Jagdschlossexpress zu erreichen.

## Geschichte
Die Granitz gehörte seit 1472 den Herren zu Putbus. Graf Moritz Ulrich I. ließ 1726 auf einer Waldlichtung das zweigeschossige Jagdhaus „Solitüde“ mit zwei freistehenden Pavillons errichten. 1730 entstand in der Nähe, auf der höchsten Erhebung der Granitz, dem 107 m ü. NN hohen Tempelberg, ein zweistöckiges Belvedere in Fachwerkbauweise, das sich zu einem beliebten Ausflugsziel entwickelte. Dieses wurde 1810 abgerissen, um an seiner Stelle einen neuen Aussichtsturm in Form eines mittelalterlichen Bergfrieds zu errichten. Dieses Vorhaben blieb jedoch unausgeführt. Stattdessen wurde zunächst das Jagdhaus 1814 im neogotischen Stil modernisiert.
Bereits 1807 war Wilhelm Malte I. zu Putbus (1783–1854) von Gustav IV. Adolf in den schwedischen Fürstenstand erhoben worden. Seit etwa 1830 hegte er Pläne zur Errichtung eines Jagdschlosses auf dem Tempelberg. Der Fürst hatte sich zwar Anfang der 1830er Jahre schon einige Entwürfe für den gedachten Neubau vorlegen lassen, doch so recht zündend war offensichtlich keine dieser Zeichnungen. Daher bat er wohl den Kronprinzen Friedrich Wilhelm IV., seine Idee zu Papier zu bringen und dessen überlieferte Skizze von 1830 zeigt im Grunde genommen jenen Bau, der heute die Krone Rügens ist. 
Wilhem Malte zu Putbus beauftragte zunächst den an der Berliner Bauakademie ausgebildeten Johann Gottfried Steinmeyer, der mit Karl Friedrich Schinkel Italien bereist hatte. Steinmeyer knüpfte an den Entwurf des Kronprinzen mit vier runden Ecktürme an, ohne jedoch zunächst den großen mittleren Turm zu übernehmen. Ende der 1830er Jahre bat der Fürste Schinkel, dem vertrauten Staatsarchitekten des Kronprinzen, die Pläne zu überarbeiten. 
Schinkel sah einen annähernd quadratischen Grundriss für das Jagdschloss vor und griff wieder auf dem Mittelturm zurück, für den er eine aufwändige Treppe plante. Da fast nur in den Sommermonaten gearbeitet wurde, zog sich der Bau des Schlosses im Stil der norditalienischen Renaissancekastelle von 1837 bis 1846 relativ lange hin. Die prätentiöse Innengestaltung dauerte noch länger und schließlich kostete der „Luxusbau“ fast 100.000 Taler.
Es war einst ein beliebtes Reiseziel europäischer Adliger und Prominenter; so zählten Friedrich Wilhelm IV., Christian VIII., Otto von Bismarck sowie Elizabeth von Arnim und Johann Jacob Grümbke zu den Besuchern.
Nach der Fertigstellung wurde das alte Jagdhaus abgerissen, dort entstand 1847 das Gasthaus „Zur Granitz“. Dort wohnte auch der Granitzer Forstmeister.
Das Jagdschloss war bis zum Jahr 1944 im Besitz der Familie von Putbus und stand nach der Inhaftierung von Malte von Putbus unter Verwaltung der Nationalsozialisten. Endgültig wurde es im Zuge der ostdeutschen Bodenreform enteignet und befindet sich bis heute in staatlicher Hand. Nach Ende des Zweiten Weltkriegs gingen 1945 viele Einrichtungsgegenstände verloren; einiges Kunstgut wurde in das Berliner Gemäldedepot der Dienststelle für die Verwaltung sowjetischen Vermögens in Deutschland gebracht und 1953 an die Staatlichen Museen Berlin übergeben. Von 1983 bis 1990 wurde das Schloss umfassend restauriert und das Inventar im alten Stil ergänzt.
Bestrebungen des Sohnes von Malte von Putbus, Franz Fürst zu Putbus (1927–2004), den Familienbesitz zurückzuerlangen, scheiterten vor Gericht. Das Gebäude wird heute als Museum genutzt. In den Räumen des Schlosses sind verschiedene Ausstellungen zu besuchen.
Die Anlage wurde nochmals zu Beginn des 21. Jahrhunderts mit einem Kostenaufwand von 7,9 Millionen Euro saniert.

## Mittelturm

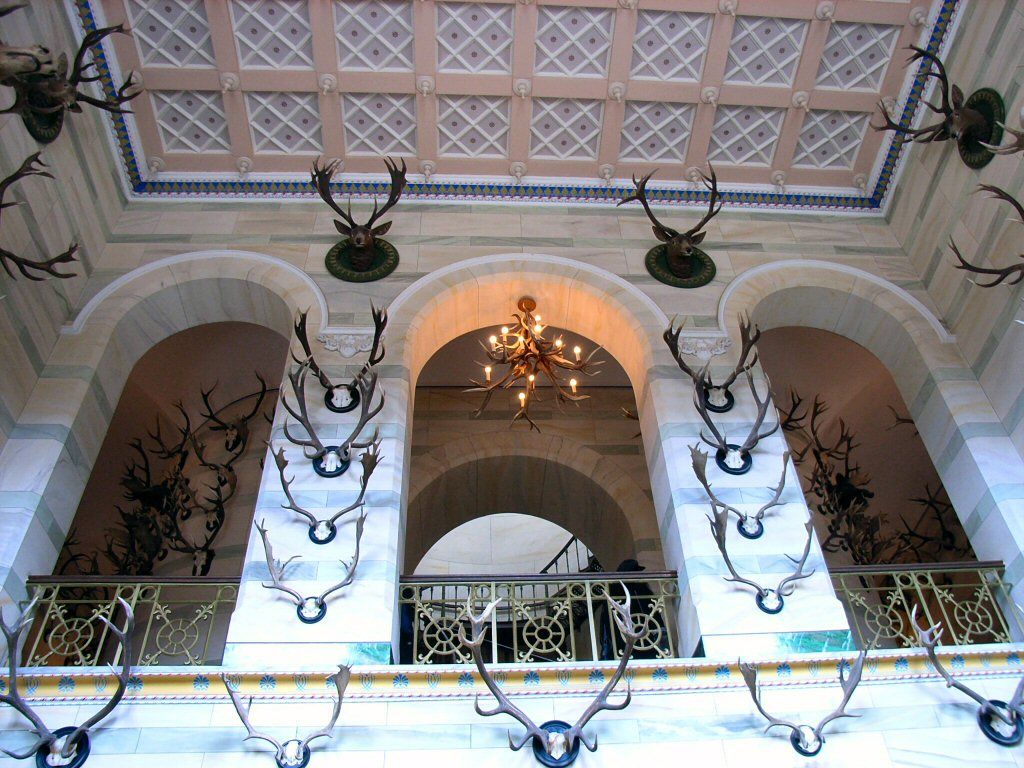
Eingangshalle

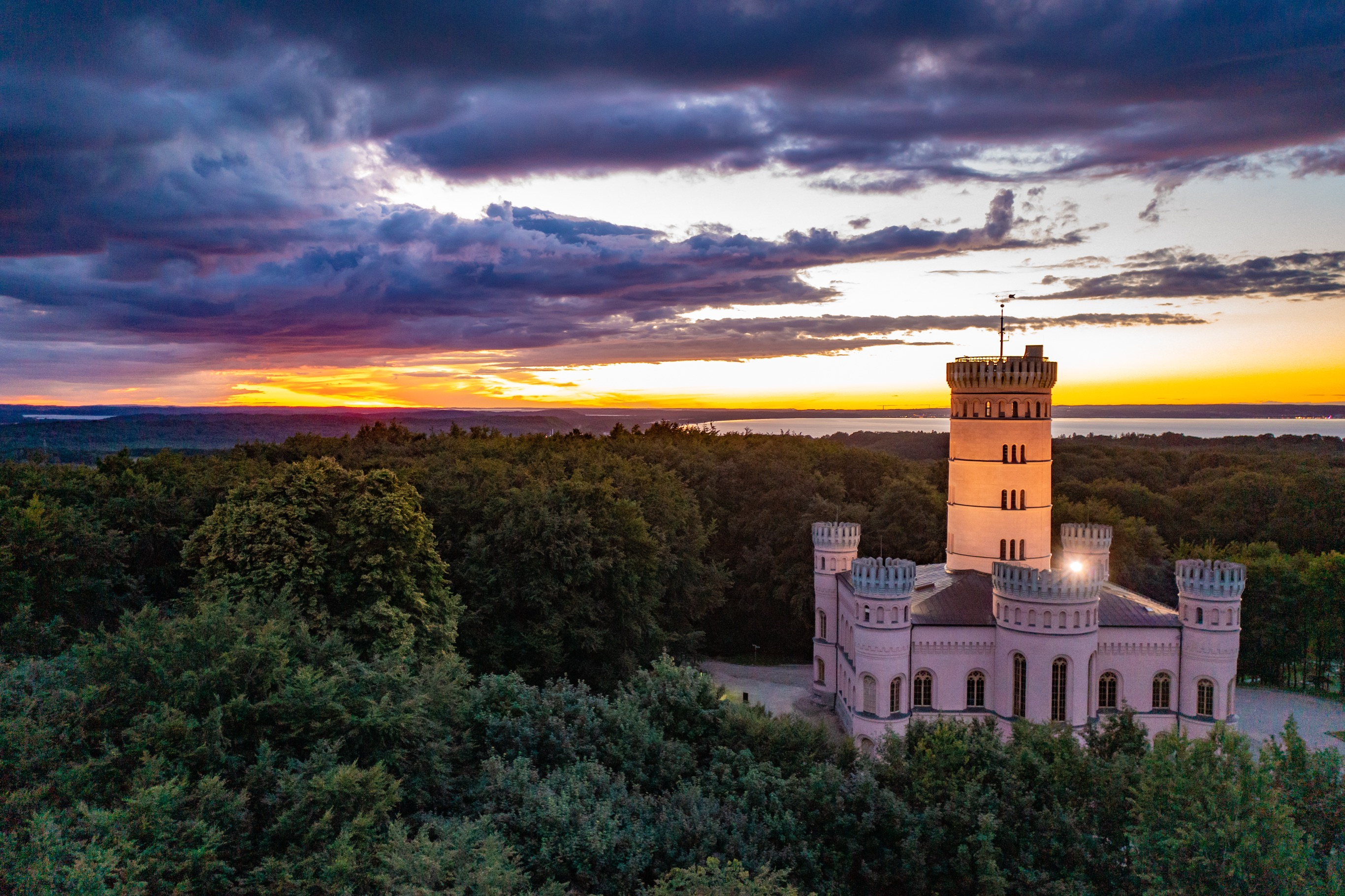
Das Jagdschloss Granitz bei Sonnenuntergang

In der Gebäudemitte, im ehemaligen Hofraum, erhebt sich der nach Plänen von Karl Friedrich Schinkel 1844 nachträglich errichtete 38 m hohe Mittelturm. Er beherbergt im Inneren eine freitragende Wendeltreppe mit 154 gusseisernen Stufen. Die statischen Kräfte der schweren Eisentreppe werden vollkommen von den Seitenwänden aufgenommen; denn sie ist quasi in den Turm eingespannt.
Von der 144 m über NN hohen Aussichtsplattform auf dem Dach des Turms hat man einen Panoramablick in alle Richtungen, besonders aber über den Süden und Osten Rügens. Bei klarem Wetter kann man sogar bis Usedom blicken.

## Ausstellungen
Ausgestellt wurden alte Jagdgewehre, die Ausstellung Hirsche der Welt, aber auch Möbel aus dem 19. Jahrhundert. Hinzu kommen wechselnde Ausstellungen, beispielsweise von Gemälden. Unter Anleitung von Experten des Pommerschen Landesmuseums Greifswald wurden die Räumlichkeiten des Schlosses im Erd- und Obergeschoss unter denkmalpflegerischen Gesichtspunkten restauriert, repariert und baulich ertüchtigt, sowie eine neue Dauerausstellung gestaltet, die 2014 eröffnet wurde.